# Secusio intensa
Secusio intensa är en fjärilsart som beskrevs av W.Rothschild 1933. Secusio intensa ingår i släktet Secusio och familjen björnspinnare. Inga underarter finns listade.